# رود سومیدا

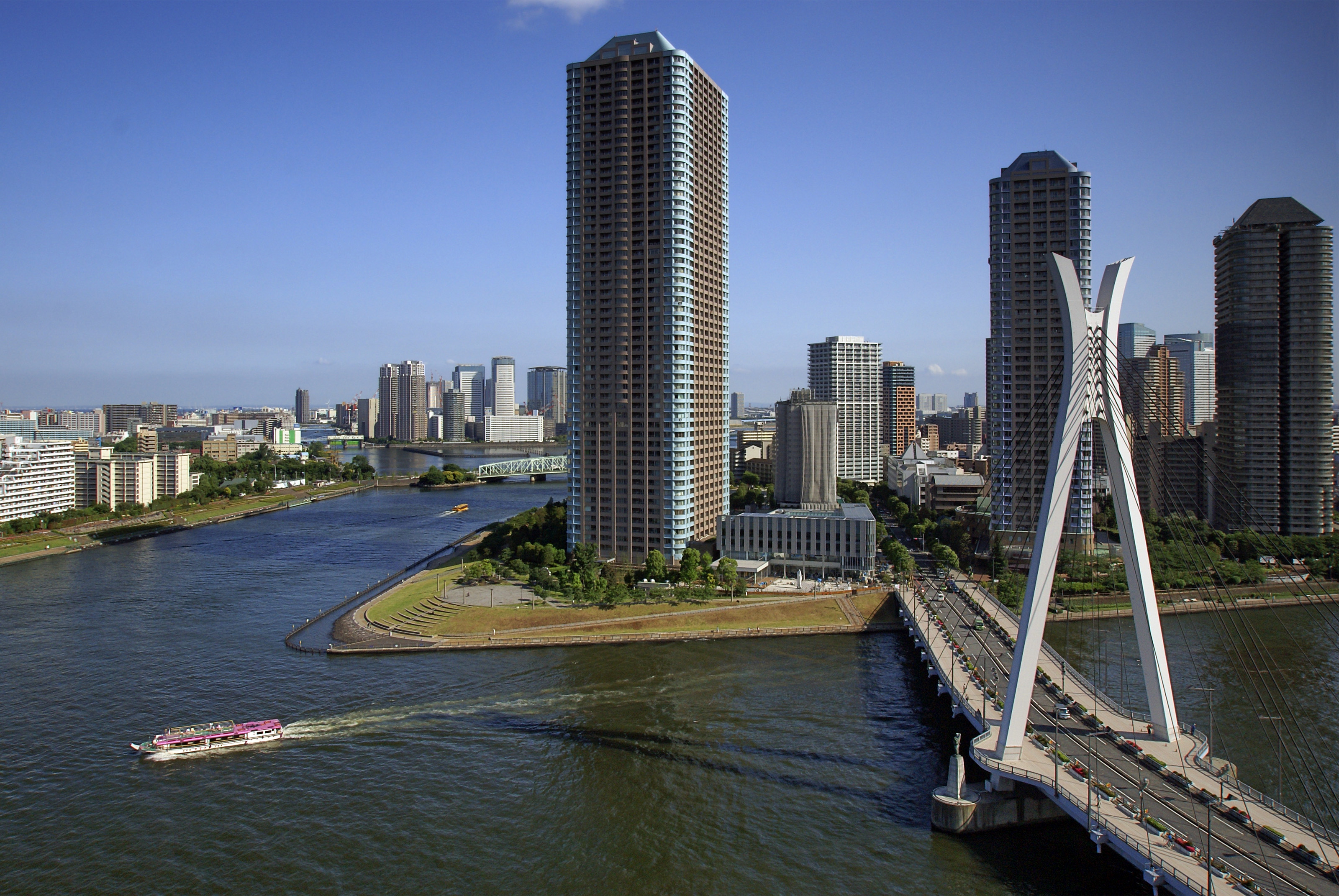
رودخانهٔ سومیدا.

رود سومیدا (به ژاپنی: 隅田川 Sumida-gawa) رودی است که در توکیو پایتخت کشور ژاپن جاری است. رود سومیدا بلندترین رود توکیو است و مهمترین نقش را در توسعهٔ شهر توکیو برعهده دارد. ۱۳ پل بر روی این رودخانه زده شده‌است. از  رود آراکاوا منشعب شده و در انتها به خلیج توکیو ختم می‌شود. رود کاندا و رود شاکوجی‌ای از رود سومیدا منشعب می‌شوند. این رود ۲۳٬۵ کیلومتر طول دارد.
مناطقی از توکیو که رود سومیدا در آن جاری است:
- کیتا
- آداچی
- آراکاوا
- سومیدا
- تایتو
- کوتو
- چوئو

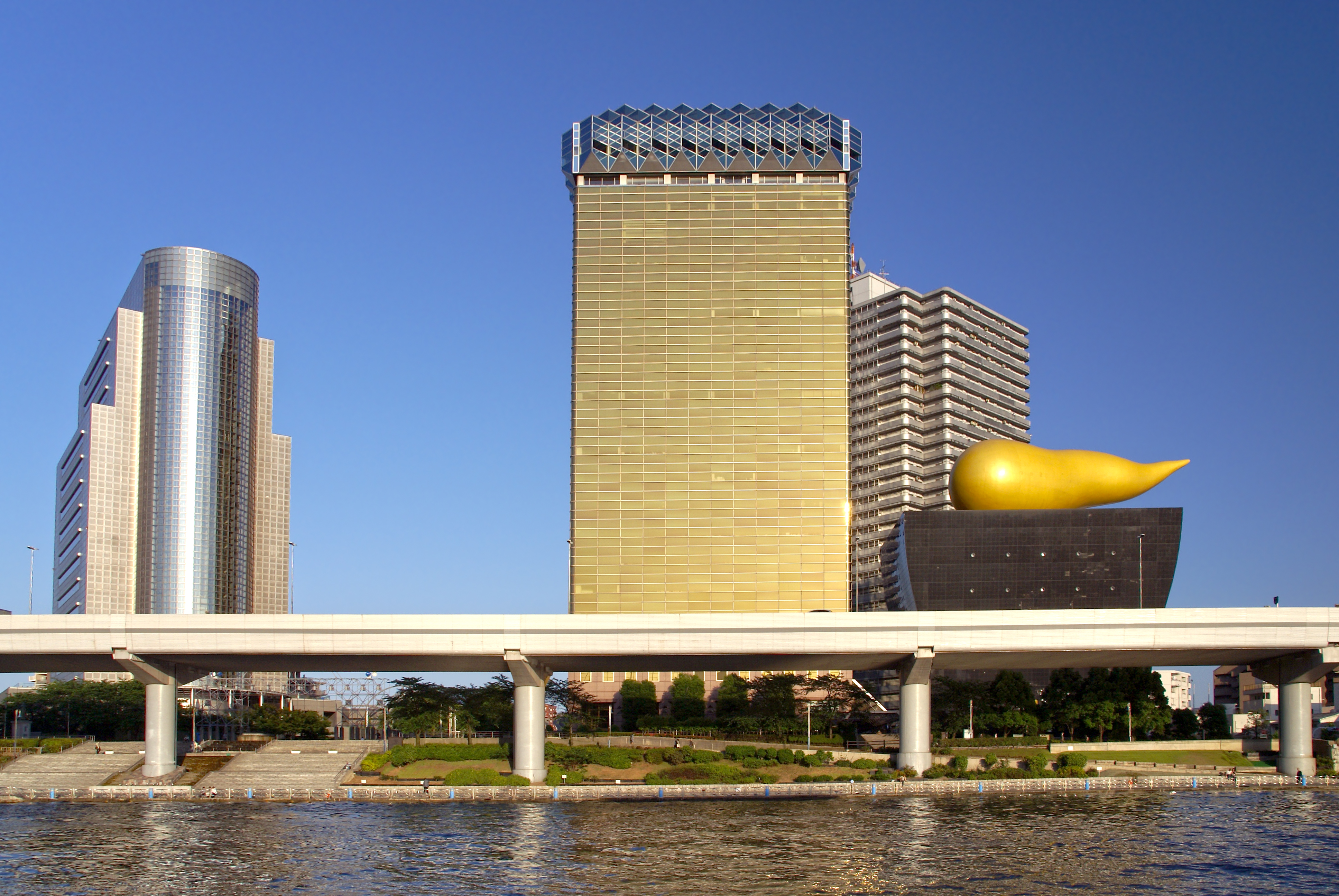
ساختمان آساهی کنار رود سومیدا
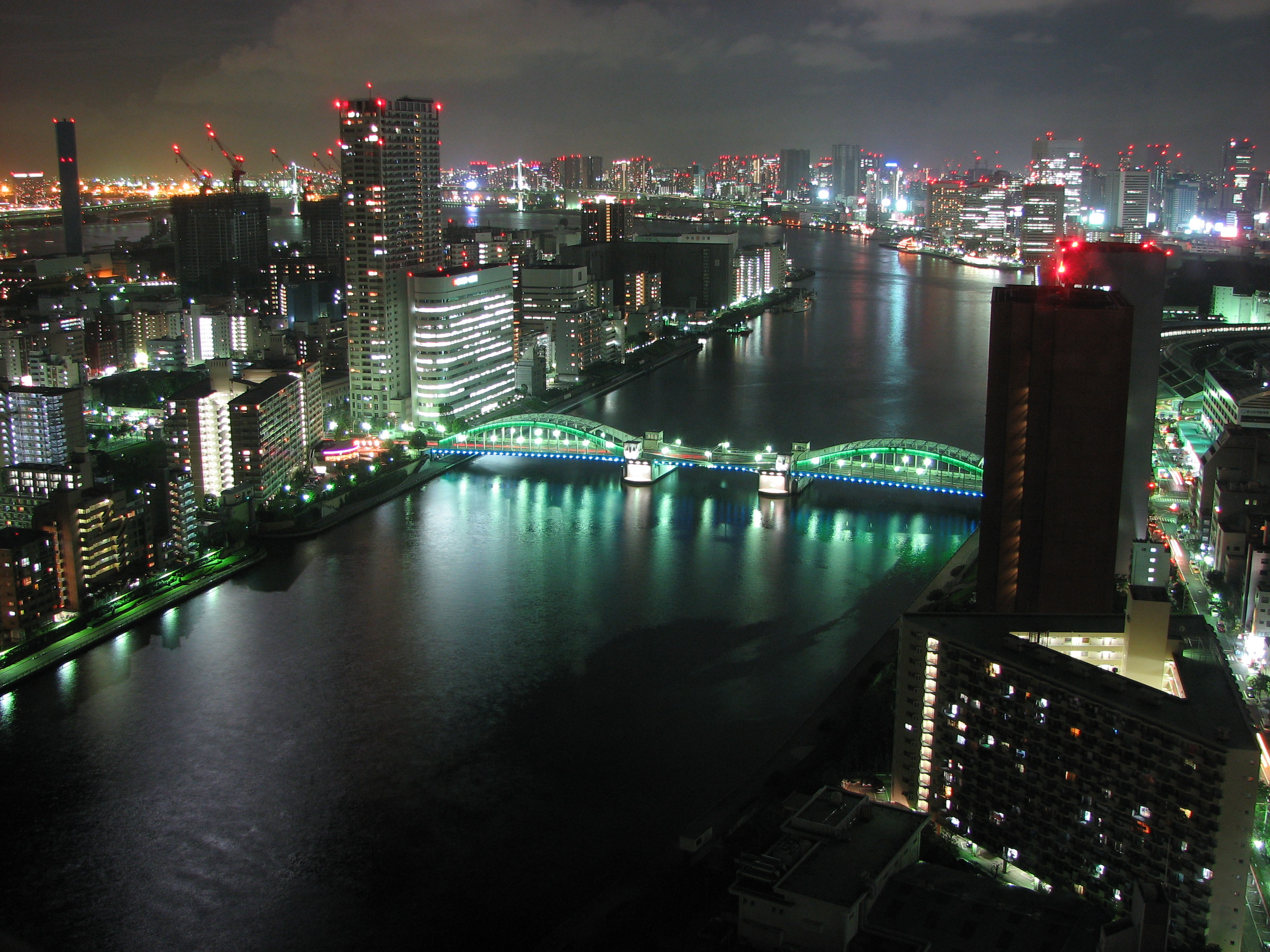
رود سومیدا در شب